# 2022-es U19-es labdarúgó-Európa-bajnokság
A 2022-es U19-es labdarúgó-Európa-bajnokságot Szlovákiában rendezték meg június 18. és július 1. között, nyolc csapat részvételével. A címvédő Spanyolország volt. A tornán a 2003. január 1-je után született játékosok vehettek részt. Az Eb-ről öt csapat jut ki a 2023-as U20-as labdarúgó-világbajnokságra. A torna győztese Anglia lett miután hosszabbításban 3–1-re legyőzte Izraelt a döntőben.

## Résztvevők
| Nemzet        | Részvételi jog      | Korábbi részvételek száma (2002 óta) | Legutóbbi részvétel | Legjobb helyezés             |
| ------------- | ------------------- | ------------------------------------ | ------------------- | ---------------------------- |
| Szlovákia     | Rendező             | 2                                    | 2002                | Bronzérem: 2002              |
| Románia       | 4. csoport, győztes | 2                                    | 2011                | Csoportkör: 2011             |
| Olaszország   | 5. csoport, győztes | 8                                    | 2019                | Győztes: 2003                |
| Izrael        | 1. csoport, győztes | 2                                    | 2014                | Csoportkör: 2014             |
| Franciaország | 2. csoport, győztes | 12                                   | 2019                | Győztes: 2005, 2010, 2016    |
| Anglia        | 3. csoport, győztes | 11                                   | 2018                | Győztes: 2017                |
| Ausztria      | 7. csoport, győztes | 8                                    | 2016                | Elődöntők: 2003, 20006, 2014 |
| Szerbia       | 6. csoport, győztes | 8                                    | 2014                | Győztes: 2013                |

## Helyszínek
| Nagyszombat                                                       | Dunaszerdahely                  | Dunaszerdahely   |
| Anton Malatinský Stadium                                          | MOL Aréna                       | MOL Aréna        |
| Férőhely: 19 200                                                  | Férőhely: 12 700                | Férőhely: 12 700 |
|                                                                   |                                 |                  |
| Nagyszombat Szenc Besztercebánya Garamszentkereszt Dunaszerdahely |                                 |                  |
| Besztercebánya                                                    | Garamszentkereszt               | Szenc            |
| Národný Atletický Štadión                                         | Mestský štadión Žiar nad Hronom | NTC Senec        |
| Férőhely: 7900                                                    | Férőhely: 2309                  | Férőhely: 3264   |
|                                                                   |                                 |                  |

## Csoportkör
A kezdési időpontok helyi idő szerint értendők.

### A csoport
| Hely. | Csapat        | M | Gy | D | V | G+ | G– | Gk | P | Továbbjutás                             |
| ----- | ------------- | - | -- | - | - | -- | -- | -- | - | --------------------------------------- |
| 1.    | Franciaország | 3 | 3  | 0 | 0 | 11 | 2  | +9 | 9 | Egyenes kieséses szakasz                |
| 2.    | Olaszország   | 3 | 2  | 0 | 1 | 4  | 5  | −1 | 6 | Egyenes kieséses szakasz                |
| 3.    | Szlovákia (H) | 3 | 1  | 0 | 2 | 1  | 6  | −5 | 3 | 2023-as U20-as világbajnokság rájátszás |
| 4.    | Románia       | 3 | 0  | 0 | 3 | 2  | 5  | −3 | 0 |                                         |

| 2022. június 18. 17:30 |

| Szlovákia | 0–5               | Franciaország                                |
| --------- | ----------------- | -------------------------------------------- |
|           | (0–2) Jegyzőkönyv | Tchaouna 16' Bonny 34' 59' Virginius 57' 62' |

| Anton Malatinský Stadium, Nagyszombat Nézőszám: 5238 Játékvezető: Morten Krogh (dán) |

| 2022. június 18. 20:00 |

| Olaszország              | 2–1               | Románia        |
| ------------------------ | ----------------- | -------------- |
| Baldanzi 47' Volpato 67' | (0–0) Jegyzőkönyv | Andronache 53' |

| MOL Aréna, Dunaszerdahely Nézőszám: 1327 Játékvezető: Nathan Verboomen (belga) |

| 2022. június 21. 17:30 |

| Szlovákia     | 0–1               | Olaszország |
| ------------- | ----------------- | ----------- |
| Ambrosino 33' | (0–1) Jegyzőkönyv |             |

| Anton Malatinský Stadium, Nagyszombat Nézőszám: 8235 Játékvezető: Goga Kikacheishvili (grúz) |

| 2022. június 21. 20:00 |

| Románia    | 1–2               | Franciaország            |
| ---------- | ----------------- | ------------------------ |
| Coubiş 82' | (0–2) Jegyzőkönyv | Tchaouna 12' Adeline 20' |

| MOL Aréna, Dunaszerdahely Nézőszám: 869 Játékvezető: Matthew De Gabriele (máltai) |

| 2022. június 24. 17:30 |

| Románia      | 0–1               | Szlovákia |
| ------------ | ----------------- | --------- |
| Griger 90+5' | (0–0) Jegyzőkönyv |           |

| Anton Malatinský Stadium, Nagyszombat Nézőszám: 3485 Játékvezető: Manfredas Lukjančukas (litván) |

| 2022. június 24. 17:30 |

| Franciaország                             | 4–1               | Olaszország |
| ----------------------------------------- | ----------------- | ----------- |
| Da Silva 24' Tchaouna 37' 69' Arconte 79' | (2–1) Jegyzőkönyv | Volpato 16' |

| MOL Aréna, Dunaszerdahely Nézőszám: 2137 Játékvezető: António Nobre (portugál) |

### B csoport
| Hely. | Csapat   | M | Gy | D | V | G+ | G– | Gk | P | Továbbjutás                             |
| ----- | -------- | - | -- | - | - | -- | -- | -- | - | --------------------------------------- |
| 1.    | Anglia   | 3 | 3  | 0 | 0 | 7  | 0  | +7 | 9 | Egyenes kieséses szakasz                |
| 2.    | Izrael   | 3 | 1  | 1 | 1 | 6  | 5  | +1 | 4 | Egyenes kieséses szakasz                |
| 3.    | Ausztria | 3 | 1  | 0 | 2 | 5  | 8  | −3 | 3 | 2023-as U20-as világbajnokság rájátszás |
| 4.    | Szerbia  | 3 | 0  | 1 | 2 | 4  | 9  | −5 | 1 |                                         |

| 2022. június 19. 17:30 |

| Szerbia                  | 2–2               | Izrael              |
| ------------------------ | ----------------- | ------------------- |
| Lazetić 8' Leković 90+3' | (1–1) Jegyzőkönyv | Gluh 17' Salman 74' |

| Žiar nad Hronom, Garamszentkereszt Nézőszám: 945 Játékvezető: Antonio Nobre (portugál) |

| 2022. június 19. 20:00 |

| Anglia                     | 2–0               | Ausztria |
| -------------------------- | ----------------- | -------- |
| Chukwuemeka 43' Devine 65' | (1–0) Jegyzőkönyv |          |

| Štadión SNP, Besztercebánya Nézőszám: 1537 Játékvezető: Manfredas Lukjancukas (litván) |

| 2022. június 22. 17:30 |

| Izrael                                                   | 4–2               | Ausztria            |
| -------------------------------------------------------- | ----------------- | ------------------- |
| Abed Kassus 5' Lugasi 29' Madmon 52' (11-esből) Gluh 54' | (2–1) Jegyzőkönyv | Jasic 24' Demir 76' |

| Žiar nad Hronom, Garamszentkereszt Nézőszám: 1026 Játékvezető: Nathan Verboomen (belga) |

| 2022. június 22. 20:00 |

| Anglia                                         | 4–0               | Szerbia |
| ---------------------------------------------- | ----------------- | ------- |
| Scarlett 5' 40' Chukwuemeka 68' Jebbison 90+1' | (2–0) Jegyzőkönyv |         |

| Štadión SNP, Besztercebánya Nézőszám: 2569 Játékvezető: Morten Krogh (dán) |

| 2022. június 25. 20:00 |

| Izrael | 0–1               | Anglia   |
| ------ | ----------------- | -------- |
|        | (0–1) Jegyzőkönyv | Delap 6' |

| Žiar nad Hronom, Garamszentkereszt Nézőszám: 933 Játékvezető: Goga Kikacheishvili (grúz) |

| 2022. június 25. 20:00 |

| Ausztria                     | 3–2               | Szerbia                |
| ---------------------------- | ----------------- | ---------------------- |
| Querfeld 25' 55' Wallner 66' | (1–1) Jegyzőkönyv | Lazetić 44' Ratkov 88' |

| Štadión SNP, Besztercebánya Nézőszám: 1129 Játékvezető: Matthew De Gabriele (máltai) |

## Egyenes kieséses szakasz
|  |            |               |           |                                 |   |        |        |       |
|  | Elődöntők  | Elődöntők     | Elődöntők |                                 |   | Döntő  | Döntő  | Döntő |
|  | Elődöntők  | Elődöntők     | Elődöntők |                                 |   | Döntő  | Döntő  | Döntő |
|  | június 28. |               |           |                                 |   |        |        |       |
|  |            |               |           |                                 |   |        |        |       |
|  | A1         | Franciaország | 1         |                                 |   |        |        |       |
|  | A1         | Franciaország | 1         | július 1.                       |   |        |        |       |
|  | B2         | Izrael        | 2         |                                 |   |        |        |       |
|  | B2         | Izrael        | 2         |                                 |   | Izrael | Izrael | 1     |
|  | június 28. |               |           |                                 |   | Izrael | Izrael | 1     |
|  |            |               | Anglia    | Anglia                          | 3 |        |        |       |
|  | B1         | Anglia        | Anglia    | Anglia                          | 3 | 2      |        |       |
|  | B1         | Anglia        |           |                                 |   |        |        |       |
|  | A2         | Olaszország   | 1         |                                 |   |        |        |       |
|  | A2         | Olaszország   | 1         | U20-as világbajnokság rájátszás |   |        |        |       |
|  |            |               |           |                                 |   |        |        |       |
|  | június 28. |               |           |                                 |   |        |        |       |
|  |            |               |           |                                 |   |        |        |       |
|  | Szlovákia  | Szlovákia     | 1         |                                 |   |        |        |       |
|  | Szlovákia  | Szlovákia     | 1         |                                 |   |        |        |       |
|  | Ausztria   | Ausztria      | 0         |                                 |   |        |        |       |
|  | Ausztria   | Ausztria      | 0         |                                 |   |        |        |       |

### U20-as labdarúgó-világbajnokság rájátszás
A győztes kijut a 2023-as U20-as labdarúgó-világbajnokságra.
| 2022. június 28. 17:00 |

| Szlovákia   | 1–0               | Ausztria |
| ----------- | ----------------- | -------- |
| Kopásek 64' | (0–0) Jegyzőkönyv |          |

| Anton Malatinský Stadium, Nagyszombat Nézőszám: 4087 Játékvezető: Nathan Verboomen (belga) |

### Elődöntők
| 2022. június 28. 17:00 |

| Anglia                | 2–1               | Olaszország            |
| --------------------- | ----------------- | ---------------------- |
| Scott 58' Quansah 82' | (0–1) Jegyzőkönyv | Miretti 12' (11-esből) |

| NTC Senec, Szenc Nézőszám: 897 Játékvezető: Goga Kikacheishvili (grúz) |

| 2022. június 28. 20:00 |

| Franciaország | 1–2               | Izrael                    |
| ------------- | ----------------- | ------------------------- |
| Virginius 62' | (0–1) Jegyzőkönyv | Touré 29' Kancepolsky 57' |

| MOL Aréna, Dunaszerdahely Nézőszám: 1226 Játékvezető: Morten Krogh (dán) |

### Döntő
| 2022. július 1. 20:00 |

| Izrael   | 1–3 (h. u.)                 | Anglia                                 |
| -------- | --------------------------- | -------------------------------------- |
| Gluh 40' | (1–0, 1–1, 1–2) Jegyzőkönyv | Doyle 52' Chukwuemeka 108' Ramsey 116' |

| Anton Malatinský Stadium, Nagyszombat Nézőszám: 3005 Játékvezető: António Nobre (portugál) |

| 2022-es U19-es labdarúgó-Európa-bajnokság bajnoka: |
| -------------------------------------------------- |
| Anglia 11. cím                                     |

## Gólszerzők
4 gólos
- Loum Tchaouna

3 gólos
| - Carney Chukwuemeka | - Alan Virginius | - Oscar Gluh |  |

2 gólos
| - Leopold Querfeld - Dane Scarlett | - Ange-Yoan Bonny - Cristian Volpato | - Marko Lazetić |  |

1 gólos
| - Yusuf Demir - Adis Jasic - Lukas Wallner - Liam Delap - Alfie Devine - Callum Doyle - Daniel Jebbison - Jarell Quansah - Aaron Ramsey | - Alex Scott - Martin Adeline - Taïryk Arconte - Florent Da Silva - Tai Abed - Ahmed Ibrahim - El Yam Kancepolsky - Ariel Lugasi - Ilay Madmon | - Giuseppe Ambrosino - Tommaso Baldanzi - Fabio Miretti - Luca Andronache - Andrei Coubiș - Stefan Leković - Petar Ratkov - Adam Griger - Samuel Kopásek |  |

1 öngólos
- Souleymane Isaak Touré

## A torna csapat
| Kapus       | Védők                                                  | Középpályások                             | Csatárok                                        |
| ----------- | ------------------------------------------------------ | ----------------------------------------- | ----------------------------------------------- |
| Matthew Cox | Brayann Pereira Stav Lemkin Jarell Quansah Harvey Vale | Ilay Madmon Carney Chukwuemeka Oscar Gluh | Loum Tchaouna Giuseppe Ambrosino Alan Virginius |

## Kijutottak a 2023-as U20-as labdarúgó-világbajnokságra
A következő válogatottak kijutottak a 2023-as U20-as labdarúgó-világbajnokságra:
| Csapat        | Kvalifikáció dátuma | Eddigi részvételek száma az U20-as labdarúgó-világbajnokságon1        |
| ------------- | ------------------- | --------------------------------------------------------------------- |
| Olaszország   | 2022. június 21.    | 7 (1977, 1981, 1987, 2005, 2009, 2017, 2019)                          |
| Franciaország | 2022. június 21.    | 7 (1977, 1997, 2001, 2011, 2013, 2017, 2019)                          |
| Anglia        | 2022. június 22.    | 11 (1981, 1985, 1991, 1993, 1997, 1999, 2003, 2009, 2011, 2013, 2017) |
| Izrael        | 2022. június 25.    | 0 (debütál)                                                           |
| Szlovákia     | 2022. június 28.    | 1 (2003)                                                              |

1 Félkövérrel szedve a győztes évek. A dőlttel jelzett évszámok jelölik az adott nemzetet, amikor házigazda volt.